# Vilâyet Mamuretül-Aziz

Mamûretü'l-Azîz 1900

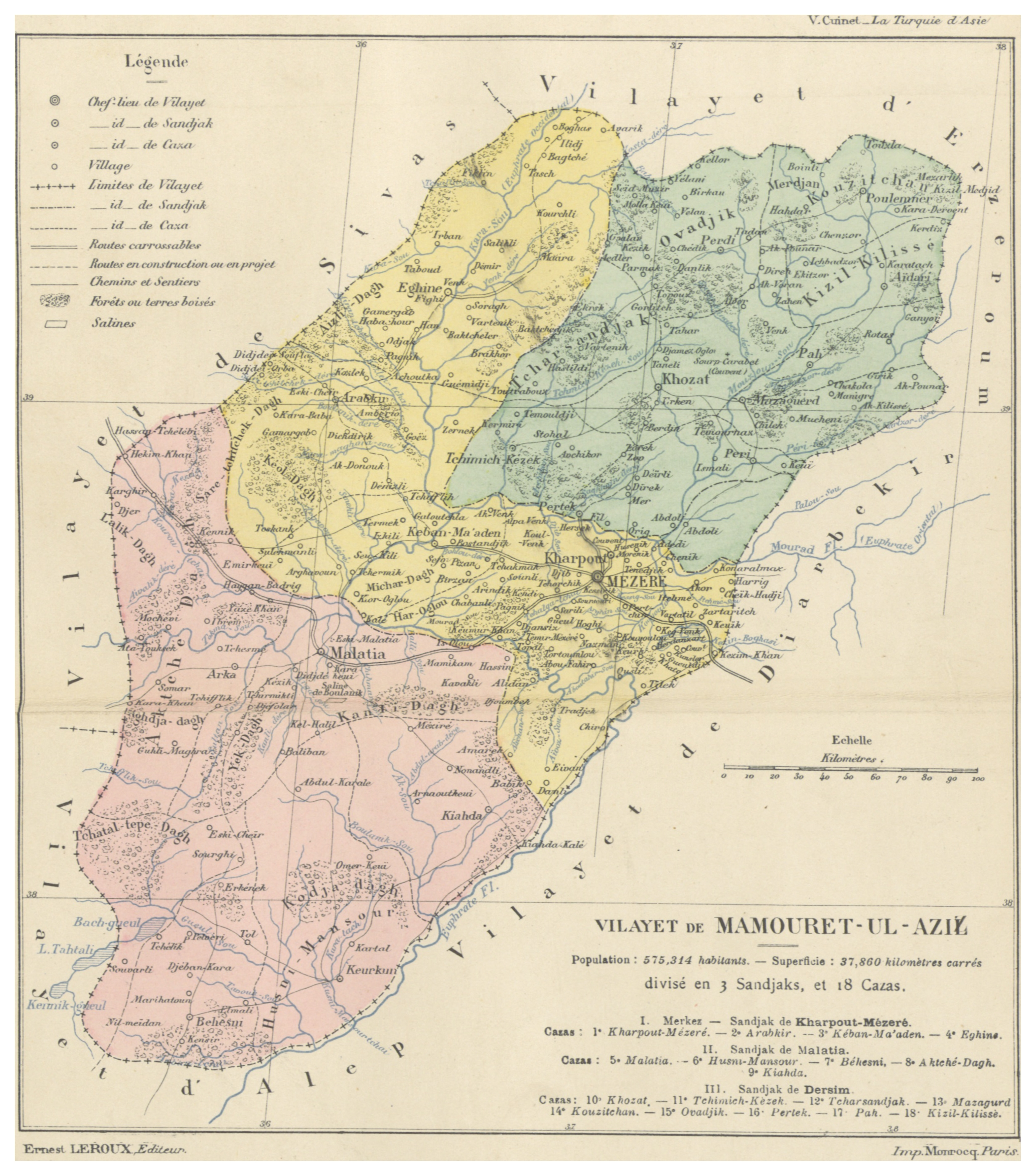
Karte zum Vilayet Mamuretül-Aziz von 1892

Das Vilâyet Mamuretül-Aziz (osmanisch ولايت معمورة العزيز Vilâyet-i Ma'mûretül’aziz) war der osmanische Vorläufer der heutigen türkischen Provinz Elazığ.
Ursprünglich stellte das Gebiet einen Sandschak des Eyâlet Diyarbakır mit dem Zentrum Harput dar. Weil Harput durch seine Lage gut geschützt, aber auch schwer zugänglich war, verlegten die örtlichen Statthalter zu Beginn des 19. Jahrhunderts ihre Residenz in die nahe, aber in der Ebene gelegene kleine Ortschaft Mezere. Die kleine Ortschaft entwickelte sich rasch und wurde bereits 1834 offiziell als Sitz der lokalen Verwaltung vorgeschlagen. Die Siedlung (und in deren Gefolge der Sandschak) erhielt 1862 zu Ehren des Sultans Abdülaziz den Namen Mamuretül-Aziz. Im Jahre 1879 wurde der Sandschak zum Vilâyet erhoben.
Im Jahre 1937 wurde der Name auch offiziell entsprechend der volkstümlichen Aussprache in Elazığ geändert.